# Actinoptera schnabeli
Actinoptera schnabeli es una especie de insecto del género Actinoptera de la familia Tephritidae del orden Diptera.

## Historia
Speiser la describió científicamente por primera vez en el año 1924.